# دیوید کارتلیج
دیوید کارتلیج (انگلیسی: David Cartlidge؛ زادهٔ ۹ آوریل ۱۹۴۰) بازیکن فوتبال اهل بریتانیا است.
از باشگاه‌هایی که در آن بازی کرده‌است می‌توان به باشگاه فوتبال لستر سیتی و باشگاه فوتبال برادفورد سیتی اشاره کرد.